# Kirkkosaari (ö i Norra Österbotten, Koillismaa, lat 65,97, long 29,20)
Kirkkosaari är en ö i Finland. Den ligger i sjön Kuusamojärvi och i kommunen Kuusamo som utgör en del av den ekonomiska regionen  Koillismaa i landskapet Norra Österbotten, 700 km norr om huvudstaden Helsingfors. Öns area är 1,8 hektar och dess största längd är 210 meter i sydväst-nordöstlig riktning.